# UBI Banca
Unione di Banche Italiane S.p.A — итальянская финансовая компания. Более известна на рынке как UBI Banca. Входила в число крупнейших банковских компаний Италии, в частности была на 5-м месте по количеству отделений. Она была образована 1 апреля 2007 года в результате слияния Banche Popolari Unite и Banca Lombarda e Piemontese. В июле 2020 года была поглощена вторым крупнейшим банком Италии Intesa Sanpaolo.

## История
Banche Popolari Unite (BPU Banca) была образована в 2003 году в результате слияния Banca Popolare di Bergamo с Banca Popolare Commercio. Оба банка являлись «народными банками» (итал. Banca Popolare), формой городских кооперативных банков Бергамо. К этому времени они успели поглотить ряд других народных банков — Banca Popolare di Ancona, Cassa di Risparmio di Fano (CariFano), Banca Popolare di Luino e di Varese и Banca Carime. CariFano была продана миноритарным акционерам Banca Popolare di Ancona в 2005 году.
В 2006 году совет директоров Banche Popolari Unite согласовал ещё одно слияние с другой итальянской банковской группой Banca Lombarda.
20 января 2015 года Совет министров Италии издал закон, согласно которому «Народные банки» с активами более 8 млрд евро должны быть сменить правовые статусы с кооперативов на акционерные общества. В том же году UBI Banca меняет свой правовой статус.
27 июня 2016 года был объявлен бизнес-план на 2019—2020 годы, в соответствии с которым дочерние компании Banca Popolare di Bergamo, Banco di Brescia, Banca Popolare Commercio e Industria, Banca Regionale Europea, Banca Popolare di Ancona, Banca Carime и Banca di Valle Camonica были поглощены материнской компанией UBI Banca в 2016-17 годах.
12 января 2017 года UBI Banca за 1 евро приобрела Nuova Banca delle Marche, Nuova Banca dell’Etruria e del Lazio и Nuova Cassa di Risparmio di Chieti (три банка, находившиеся с 22 ноября 2015 года под управлением Национального фонда реструктуризации), при условии, что для спасения банков, покупающая сторона сформируют рекапитализиционный фонд примерно на 450 млн евро, а также снизит долю от просроченных кредитов. 18 января было принято предложение и подписан договор.10 мая сделка была завершена. В тот же день был также объявлен план объединения трех банков в UBI Banca.
В июне 2017 года существующим акционерам было предложено около 167 млн новых акций по 2,395 евро каждая (значительно дешевле рыночной стоимости), чтобы привлечь вышеупомянутые 400 млн евро для завершения сделки по санации.
В июле 2020 года Intesa Sanpaolo удалось скупить 72 % акций UBI Banca, совершив таким образом поглощение меньшего конкурента. Сумма сделки составила 4,1 млрд евро.

## География
Несмотря на то что BPU Banca один из 5 крупнейших банков Италии по совокупным активам, по состоянию на 2015 год их банковская сеть была сосредоточена только в тех регионах, из которых происходили банки-члены группы. Например, доля рынка более 15 % в Калабрии (Banca Carime), от 5 до 15 % в Апулии, Базиликате, Кампании (Banca Carime и Banca Popolare di Ancona), Марке (Banca Popolare di Ancona), Ломбардии (занимает второе место). : Банко ди Брешиа, Банка Пополаре ди Бергамо, Банка Пополаре Коммерция и Индустрия и Банка ди Валле Камоника), Пьемонт и Лигурия (Banca Regionale Europea). Доля рынка в других регионах была ниже 5 % или даже ниже 2 %.

## Спонсорство
UBI Banca, через Banco di Brescia, был главным спонсором футбольного клуба «Брешиа». После того, как все банковские дочерние компании перестали существовать, UBI Banca был главным спонсором молодёжной команды «Аталанта», базирующейся в Бергамо, а также «официальным банком» всего клуба. Контракт с «Брешией» также был продлен, главным спонсором которого стал уже сам UBI Banca.